# Roberto Mussi
Pour les articles homonymes, voir Mussi.
Roberto Mussi (né le 25 août 1963 à Massa en Toscane) est un footballeur italien qui évoluait au poste de défenseur central ou de latéral droit.

## Biographie
Sélectionné à 11 reprises en  équipe d'Italie, il a participé  à la Coupe du monde 1994 et à l'Euro 96.
Il a notamment été d'une importance décisive lors de la Coupe du monde 1994, aux États-Unis où la "Squadra Azzurra" atteint la finale, puisqu'en 1/8e de Finale, face au Nigéria, il fait une longue course à la 88e minute et est l'auteur de LA passe décisive qui permettra à Roberto Baggio d'égaliser à 1-1, avant que ce dernier ne qualifie l'Italie grâce à un penalty en prolongation.

## Palmarès
- Champion de Serie A en 1988 avec le Milan AC
- Champion de Serie B en 1990 avec le Torino FC
- Champion de Serie C1 en 1986 avec Parme FC
- Vainqueur de la coupe d'Italie en 1993 avec le Torino FC et en 1999 avec Parme FC
- Vainqueur de la supercoupe d'Italie en 1988 avec le Milan AC
- Vainqueur de la Ligue des champions en 1989 avec le Milan AC
- Vainqueur de la Coupe de l'UEFA en 1995 et en 1999 avec Parme FC